# René Ebeltjes
René Ebeltjes (Enschede, 26 settembre 1965) è un ex cestista olandese.

## Carriera
Con i Paesi Bassi ha disputato i Campionati mondiali del 1986.